# Heinrich II. von Stadion
Heinrich II. Edler von Stadion (auch Heinricus II.; * in Oberstadion; † 2. November 1294 in St. Blasien) stammte aus dem Adelsgeschlecht von Stadion und war von 1276 bis 1294 Abt im Kloster St. Blasien im Südschwarzwald. 
1287/88 ließ er die (aus Stein neuerbaute) Kapelle samt den Altären in Todtnau durch den Weihbischof in Konstanz Johannes von Litauen in Vertretung des Bischofs von Konstanz Rudolf von Habsburg-Laufenburg weihen.
Am 2. September 1283 schenkte Ritter Walter von Stadion den Klöstern Ochsenhausen und St. Blasien den Ort Bischmannshausen samt allen Rechten, ausgenommen der Vogtei, mit Zustimmung des Lehnsherrn Anselm von Justingen.